# 1927 en bande dessinée
| Années de la bande dessinée : 1924 - 1925 - 1926 - 1927 - 1928 - 1929 - 1930    |
| Décennies de la bande dessinée : 1890 - 1900 - 1910 - 1920 - 1930 - 1940 - 1950 |

Cet article présente les faits marquants de l'année 1927 en bande dessinée.

## Évènements
- à compléter

## Nouveaux albums
Voir aussi : Albums de bande dessinée sortis en 1927
| Sortie | Titre       | Scénariste | Dessinateur | Coloriste | Éditeur |
| ------ | ----------- | ---------- | ----------- | --------- | ------- |
| ?      | à compléter |            |             |           |         |
| ?      | …           |            |             |           |         |

## Naissances

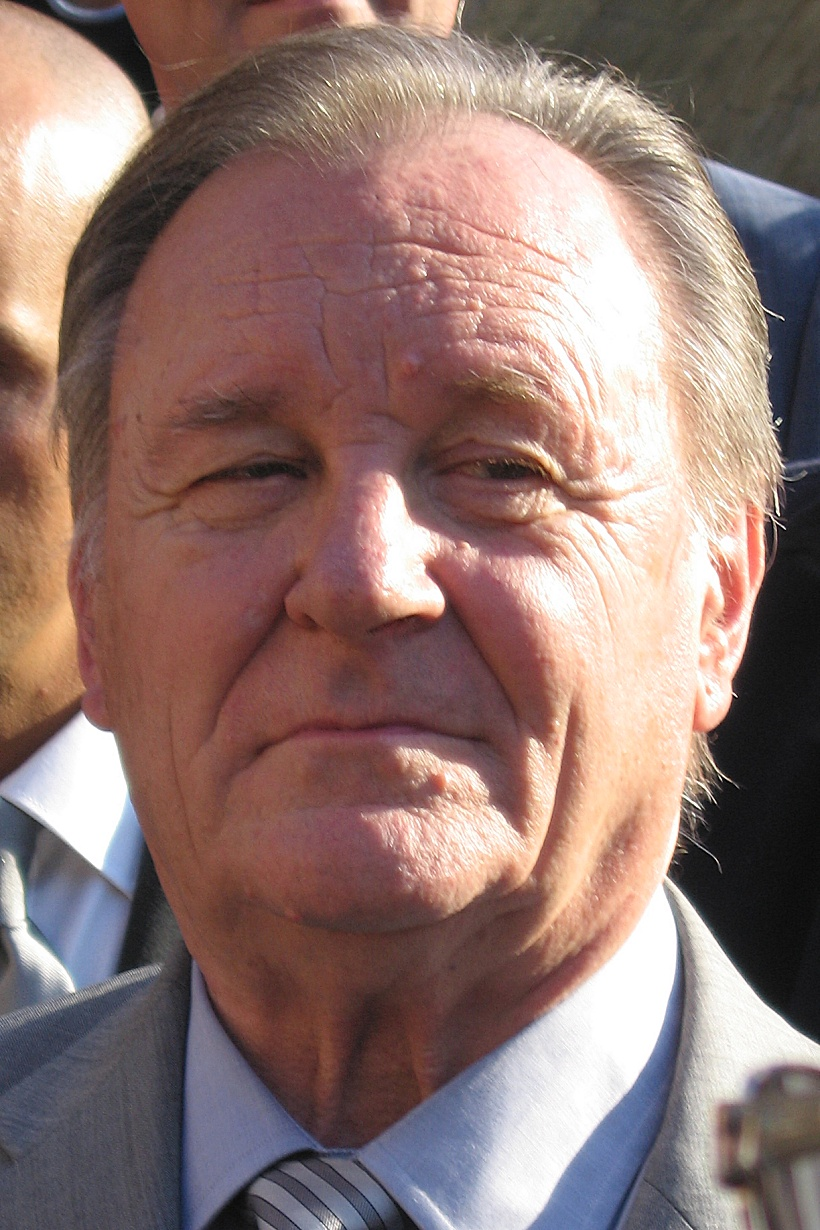
Albert Uderzo

- 27 mars : Hy Eisman, auteur de comic strips, mort en 2025.
- 4 avril : Joe Orlando, dessinateur de comics
- 25 avril : Albert Uderzo, dessinateur et scénariste français, mort en 2020.
- 6 mai : Mell Lazarus, auteur de comic strips
- 6 mai : Jean Frisano, auteur de couvertures de magazines de bandes dessinées
- 8 juin : Rocco Mastroserio, dessinateur de comics
- 10 juin : Mitacq, scénariste et dessinateur belge, mort en 1994.
- 15 juin : 
  - Hugo Pratt, dessinateur et scénariste italien (Corto Maltese), mort en 1995.
  - Ross Andru
- 17 juin : Wallace Wood, auteur de comics
- 10 juillet : Angelo Di Marco
- 14 juillet : Mike Esposito, dessinateur de comics
- 17 juillet : Liliane Funcken, auteur belge de bandes dessinées et illustratrice, morte en 2015.
- 31 juillet : George Wildman, auteur de comics
- 14 août : François Bel
- 27 septembre : Jack Katz, auteur de comics, mort en 2025.
- 27 septembre : Romano Scarpa, dessinateur et scénariste italien
- 30 octobre : 
  - Will, scénariste, dessinateur et coloriste belge
  - Bob van den Born, auteur néerlandais, mort en 2017.
- 2 novembre : Steve Ditko, dessinateur et scénariste américain de comics, co-créateur de Spider-Man.
- 16 novembre : Giovan Battista Carpi, dessinateur italien
- 17 novembre : Maurice Rosy, auteur et scénariste belge francophone de bande dessinée, mort en 2013.
- 11 décembre : John Buscema, dessinateur de comics
- 17 décembre : Loredano Ugolini, dessinateur italien
- Naissances de Janine Lay Kim Jong-rae (manhwaga né au Japon), Sal Trapani